# ساتورن (عيد)

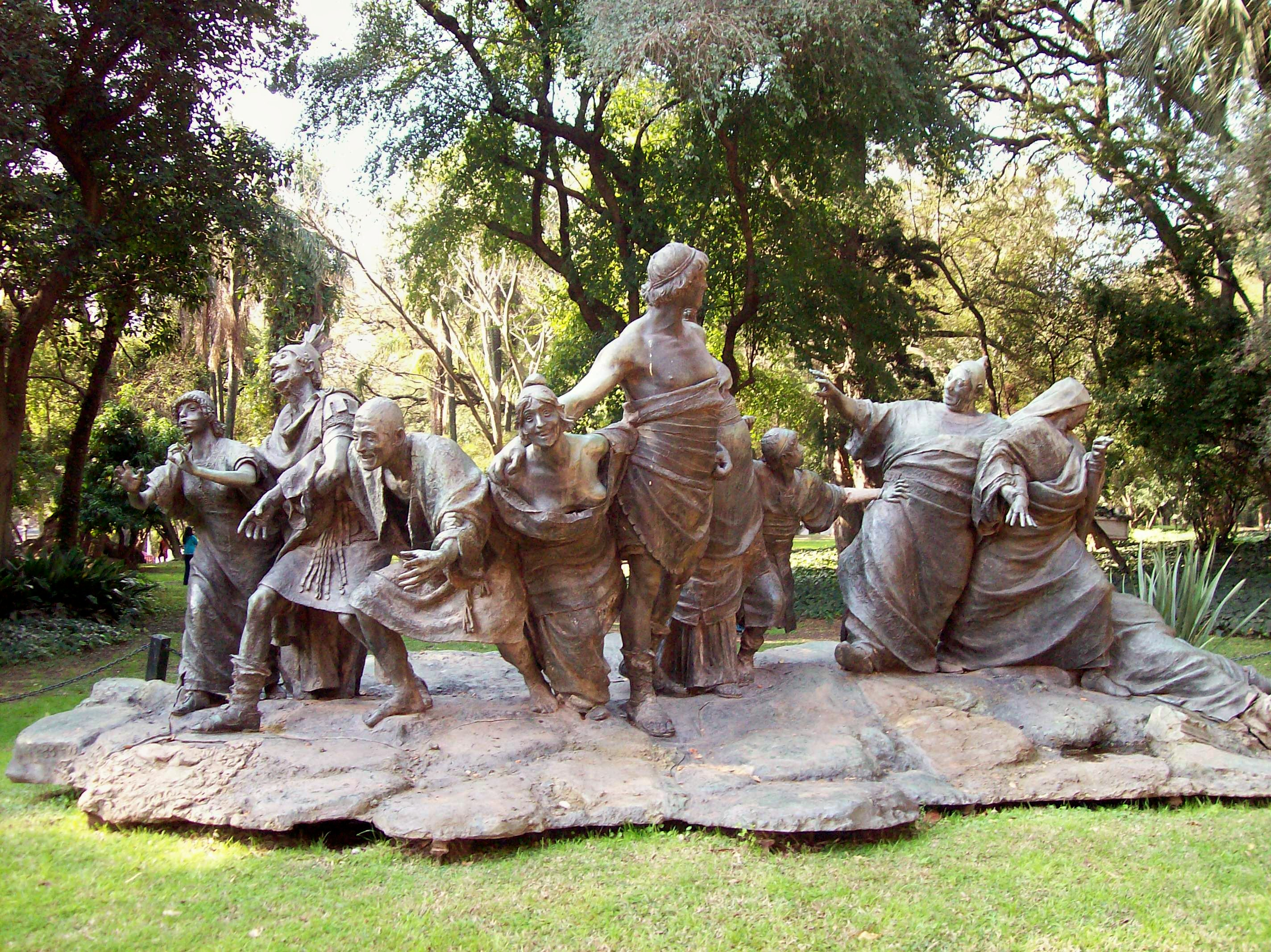
عيد ساتورن كما صوره النحاث الإيطالي إرنستو بايوندي

عيد ساتورن في الأساطير الرومانية احتفالات قديمة كانت تُقام سنويًا للإله ساتورن إله الحصاد. وكانت الاحتفالات تبدأ في يوم 17 ديسمبر وتستمر يومين، ولكنها أصبحت تمتد إلى أسبوع فيما بعد. وربما نشأت أصلاً عن كلمات شكر كانت تُرَدَّد في الاحتفال بذكرى الزراعة الشتوية. وبمرور السنوات فقدت أهميتها الزراعية وأصبحت مناسبة للاحتفالات العامة. حتى أن العبيد كانوا يُمنحون حرية مؤقتة ليفعلوا ما يحلو لهم في فترة العيد. وكانت تقام في عيد الإله ساتورن الولائم والزِّيارات، وتُمنح الهدايا والعطايا. ومن الهدايا المعروفة في هذه المناسبة الشموع وتماثيل الطين الصغيرة.